# Arwen
Arven Undomiel (Aftenstjerne)  er en fiktiv person fra romanen og filmen Ringenes Herre, og hun er en elverpige. Hendes far hedder Elrond, og bor i Kløvedal. Hendes mor drog over havet efter hun havde været fanget af trolde og tortureret. Hun bliver reddet af Arvens to brødre men mister al glæde ved Midgård. Arven er prinsesse af Kløvedal og Lothlorien da hun er Galadriels barnebarn. Hun er kæreste med Aragorn, Isildurs arving. Hun har en amulet, aftensstjernen, som hun giver til Aragorn. Hans kærlighed betyder mere for hende end hendes eget liv.
I filmtrilogien skabt af Peter Jackson, spilles Arven af Liv Tyler.

## Udseende
Arven bliver kaldt for aftenstjerne fordi hun bliver regnet for sit folks aftenstjerne på grund af sin skønhed. Man siger også at i hende er Luthiens billede vendt tilbage på jorden. Der er ikke nogen i bøgerne der fortæller hvor gammel hun er, men der er 111 års forskel mellem hende og hendes to brødre. Nogle mener hun er ca. 2000 år gammel da hun til sidst opgiver sit eget liv for at kunne følge Aragorn i døden.
I filmen har Arven sort hår og blå øjne.
I bogen står der at midt for bordets langside med ryggen mod det vævede vægtæppe stod en stol under en tronhimmel. I den sad en kvinde, skøn at skue og hun lignede Elrond så meget at hun måtte være en af hans nære slægtninge. Hun var ung og dog ikke ung. Hendes mørke fletninger var endnu ikke rørt af frosten, hendes hud var glat og uden lyde, lyset fra stjernerne skinnede i hendes klare øjne, der var grå som en nat uden skyer, og dog så hun ud som en dronning, tænksomhed og viden lyste i hendes blik som hos den, der kender til hvad livet kan bringe. Over panden var hendes hoved dækket af et slør af sølvkniplinger med et net af besatte med små ædelstene der lyste hvidt; men hendes bløde grå klædning havde ikke nogen anden prydelse end et bælte af blade smedet i sølv.

## Filmene
I den første film har Arven en vigtig rolle. Hun rider Frodo til vadestedet skarpt forfulgt af de sorte ryttere. Det lykkes hende at overvinde de sorte ryttere. Men Frodo er lige ved at give efter og hun må hjælpe med sin egen magi.
I anden film våger hun over Aragorn fra sit hjem mens han er ude og rejse. Hun bliver der overtalt til at tage til Grå havnen af sin far Elrond.
I tredje film er hun på vej til havnene da hun får et syn om sig selv sammen med Aragorn og deres barn. Hun vender om og rider til Kløvedal trods protest. Der overtaler hun sin far til smede sværdet Anduril på ny. Elrond går med til det for at redde hende da han frygter at hvis de taber vil Arven miste livet. Til sidst lykkes det, og Arven får endelig lov til at finde sammen med Aragorn, dog må hun skilles fra sin far.

## Bøgerne
I bøgerne optræder Arven noget mindre end hun gør i filmene.
I bog et optræder hun til det festmåltid, der bliver afholdt for at fejre, at Frodo er blevet rask.
I bog to optræder hun slet ikke.
I bog tre bliver hun gift af sin far med Aragorn. I bog tre får man dog også at vide, hvordan hun og Aragorn i sin tid bliver forelsket i hinanden. Det er sådan at en dag, hvor Aragorn vandrede rundt i Kløverdal, så han hende og kaldte på hende. Da de talte sammen bliver han forelsket i hende, men Elrond minder ham dog om at han ikke skal gifte sig endnu, hverken med Arven eller nogen anden. Efter nogle farefulde år, vil Aragorn tilbage til Kløvedal. Han kommer til Lorien og får adgang, og da Galadriel ser ham, lader hun ham få fint tøj på, så han ligner en elverfyrste. Da Arven ser ham, har hun for altid givet ham sit hjerte, men hun ved også, at hun så må opgive sin far.